# Sindromul Down
Sindromul Down (trisomia 21) reprezintă cea mai comună cauză genetică de retard mintal ușor și moderat (maladie prezentă la copil încă din momentul conceperii), cauzată de prezența unui cromozom 21 suplimentar. Cromozomii sunt structuri cromatinice microscopice prezente în aproape fiecare celulă componentă a  țesuturilor organismului uman. Ei poartă planul tuturor caracteristicilor pe care le moștenim. Acest plan este purtat sub forma unui mesaj codat, prezent în acidul dezoxiribonucleic (ADN). La om există 23 de perechi de cromozomi în fiecare celulă, dintre care 22 perechi de autozomi și o pereche de heterozomi ( cromozomii de sex, X și Y). Un set de 22 de cromozomi se moștenește de la tată iar celălalt set este primit de la mamă.
În 1959, geneticianul francez Jérôme Lejeune a descoperit că sindromul Down este cauzat de prezența unui cromozom 21 în plus, rezultând astfel un număr total de 47 de cromozomi. Un „sindrom” reprezintă o corelație de semne și simptome. Denumirea „Down” provine de la medicul englez John Langdon Haydon Down, primul care a descris acest sindrom în anul 1866, cu aproape 100 de ani înainte ca acest cromozom suplimentar să fie descoperit.
Probabilitatea conceperii unui copil cu sindrom Down crește odată cu vârsta mamei: sub 0,1% în cazul mamelor de 20 de ani, putând ajunge până la 3% la femeile de 45 de ani. În România nu există o statistică privind numărul persoanelor cu sindrom Down, dar având în vedere faptul că la nivel mondial incidența este de aproximativ 1:800 de nașteri, se poate estima că sunt în jur de 30.000 de persoane care suferă de trisomie 21.
Toate persoanele cu Sindrom Down prezintă un anumit grad de dificultate de învățare (retard mintal ușor sau moderat). Gradul de dizabilitate diferă de la o persoană la alta și este greu de estimat la momentul nașterii.

## Cauze
Sindromul Down este produs de trisomia cromozomului 21, iar regiunea critică afectată e 21q22 (numită și DSCR-Down Syndrome Critical Region= Regiune Critică a Sindromului Down = RCSD).
Analiza citogenetică poate evidenția mai multe variante: trisomia 21 liber - omogenă, trisomia 21 cu translocație Robertsoniană (14;21), trisomia 21 segmentară si trisomie 21 cu mozaicism.
Trisomia 21 liber-omogenă apare în 92-95% dintre cazurile de sindrom Down și constă în prezența unui cromozom 21 suplimentar în toate celulele somatice ale organismului. Se produce prin nondisjuncție maternă, în special în meioza I.
Trisomia 21 cu mozaicism  apare în 2-3% dintre cazuri și se caracterizează prin prezența a două linii celulare distincte genetic, una cu 46 de cromozomi și o alta cu 47 de cromozomi, ce conține și un cromozom suplimentar 21. Acest tip de trisomie apare prin nondisjuncție postzigotică sau, extrem de rar, prin pierderea unui cromozom 21 într-o proporție dintre celulele unui embrion  trisomic.

## Simptomatologie

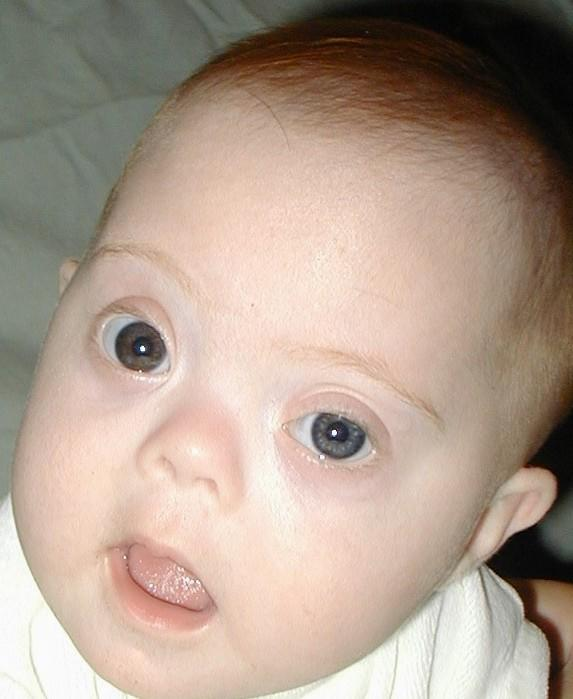
Copil cu Sindrom Down

De obicei sindromul Down este diagnosticat clinic în perioada neonatală sau la sugar, datorită dismorfiilor evocatoare care, deși variază la diferiți pacienți, realizează un aspect fenotipic caracteristic. Nou-născutul cu trisomie 21 are talia și greutatea sub limita normală corespunzătoare vârstei, hipotonie musculară, hiperextensibilitate articulară și reflex Moro redus sau absent, reflexul rotulian este slab. Nou-născutul prezintă craniul mic și rotund (brahicefalic), cu occiput aplatizat și fontanele largi care se vor închide cu întârziere. Fața este rotundă, profilul feței este plat din cauza hipoplaziei oaselor proprii ale nasului, iar fruntea este bombată. Fantele palpebrale sunt orientate oblic, în sus și în afară. Aproximativ jumătate dintre pacienți prezintă epicantus.
Toți nou-născuții cu sindrom Down trebuie examinați de către un specialist pentru depistarea cataractei congenitale și a altor anomalii oculare (strabism convergent, blefarite, nistagmus, opacifierea cristalinului). Irisul poate avea un aspect pătat (petele Brushfield). Aceste pete Brushfield sunt mici, albicioase, rotunde sau neregulate și se dispun ca o coroană la joncțiunea treimii mijlocii cu treimea externă a irisului.
Urechile sunt mai jos inserate, mici, rotunde și displazice. Helixul are un aspect rulat, iar antehelixul este proeminent. Conductul auditiv este mic, iar hipoacuzia și surditatea pot afecta 50% dintre pacienții cu sindrom Down, la orice vârstă.
Gura este mică, deschisă, cu protruzie linguală. Limba este mare (macroglosie relativă) brăzdată de șanțuri (limbă plicaturată, scrotală). Bolta palatină este înaltă și îngustă. Gâtul este scurt, gros, cu exces de piele pe ceafă. Mâinile sunt scurte și late cu deget V ce poate prezenta brahidactilie sau clinodactilie (încurbare) și cu un singur pliu de flexie palmară (pliu simian). Spațiul interdigital I de la picior este mult mai larg comparativ cu normalul. Toracele poate fi în pâlnie, cu mameloane aplatizate și cifoză dorso-lombară.
Aproximativ 40-50% dintre copiii cu sindrom Down prezintă malformații congenitale cardiovasculare. Dintre aceștia, 30-40% pot prezenta defect septal atrioventricular complet. O altă posibilă malformație congenitală cardiovasculară este canalul atrioventricular comun. Pot fi prezente și anomalii digestive, de exemplu atrezie duodenală, stenoză duodenală, hernie ombilicală și pancreas inelar.
Pacienții cu sindrom Down prezintă retard mintal care poate varia de la blând la moderat. Coeficientul de inteligență poate să scadă după primii ani de viață. La maturitate, persoanele cu sindrom Down au un IQ mediu de 50, echivalentul unui copil de 8-9 ani. Acesta poate însă varia foarte mult de la un individ la altul. Există persoane cu sindrom Down care reușesc să termine liceul. În SUA, aproximativ 20% dintre adulții cu acest sindrom au un loc de muncă plătit. În țările dezvoltate, speranța de viață pentru persoanele cu sindrom Down este de 50-60 de ani.
Sindromul Down apare la tot mai mulți copii, peste tot în lume, cu preponderență în Occident, unde vârsta la care femeile fac copii este tot mai înaintată. Frecvența bolii crește odată cu vârsta mamei (în special după 35 de ani). În lume, cca. unul din opt sute de copii se naște cu acest sindrom. Numărul total al celor afectați la nivel global este estimat la 40-50 de milioane. În anul 2006, în România existau peste 35.000 de astfel de persoane.